# 巴生谷大众捷运系统
巴生谷大众捷运系统是马来西亚巴生谷（即大吉隆坡）建设中的一项由三条线路组成的地铁系统。该系统将成为巴生谷综合运输系统的重要组成部分。在完工后，巴生谷大众捷运系统将加强巴生谷现有的铁路交通网络，并缓解该地区严重的交通拥堵问题。该项目于2010年6月公布，并于2010年12月获得马来西亚政府批准。第一条线路的建设始于2011年7月。该项目也是马来西亚政府制定的巴生谷“国家关键经济领域”（NKEA）下的经济转型计划之一。
成立于2011年9月的马来西亚捷运公司（MRT Corp）被政府任命为该项目及铁路线路的官方和资产所有者。在公司成立之前，该项目由马来西亚国家基建公司负责管理。

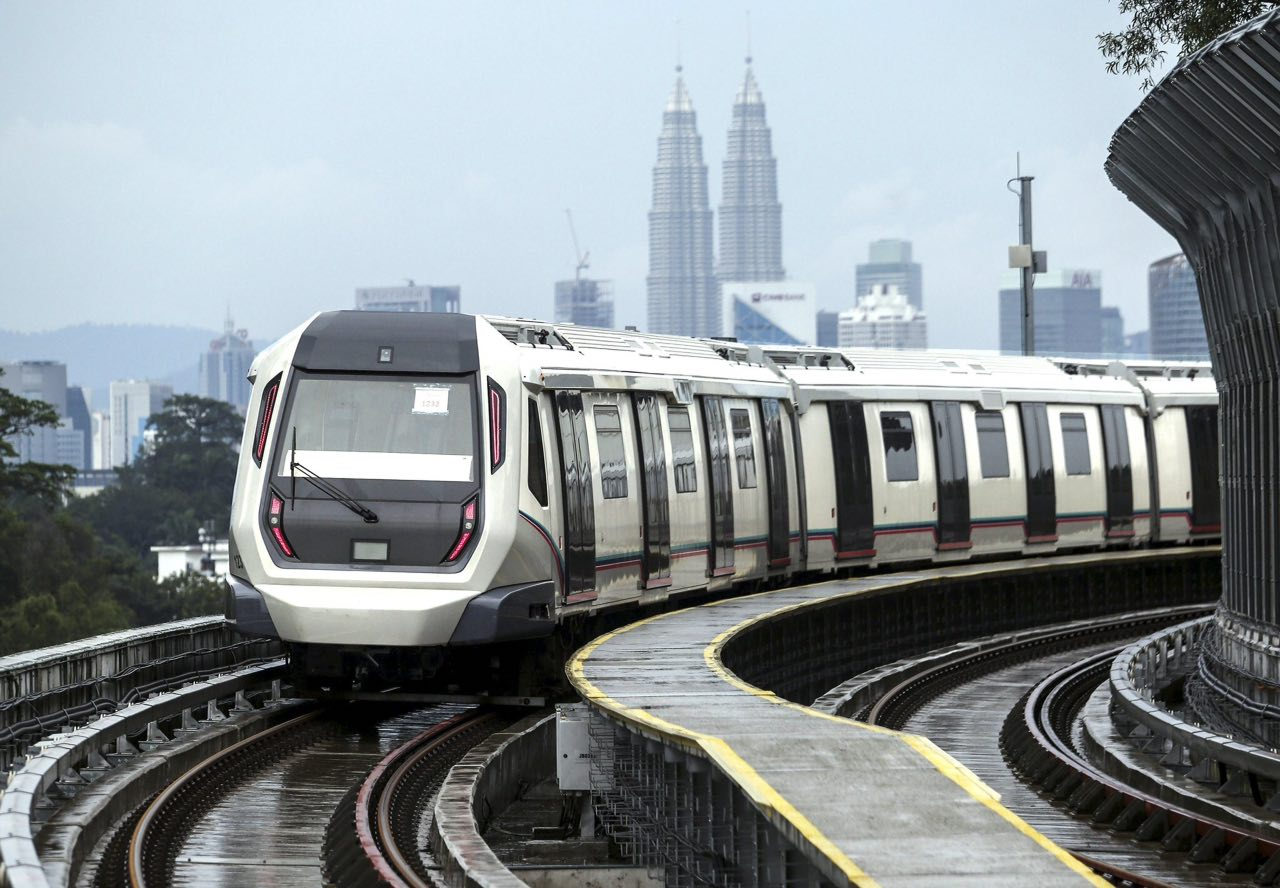
加影线的西门子Inspiro捷运列车

## 历史
2010年6月，政府宣布正在研究巴生谷地区的捷运建议，灵感来自新加坡的地铁（MRT）系统。最初的计划被称为“巴生谷综合运输系统”，但媒体和分析人士更普遍地称之为“大吉隆坡捷运”或“巴生谷捷运”。 虽然这个概念本身是由金务大和马矿业的合資公司提出的，但如果获得批准，政府将通过“瑞士挑战”方法招标设计和施工项目。马矿业—金务大合资公司表示将担任项目负责商并进行隧道工程。新成立的陆路公共交通委员会（SPAD）将监督和协调整个捷运发展，包括成本、可行性、线路和整合，并在项目完成后担任监管机构的角色。国家公共交通基础设施公司"马来西亚国家基建公司"最终将拥有并运营捷运。
2010年12月，政府批准了捷运项目的实施，并任命马矿业—金务大合资企业为项目交付合作伙伴。除隧道工程外，马矿业—金务大合资公司将不得参与该项目的其他八个分包标书。
预计招标工作将于2011年4月开放，并计划于2011年7月开始建设。2011年8月17日，政府宣布成立捷运公司，作为财政部旗下的一家新公司，负责管理项目，接替国家基建的职能。捷运公司将成为项目的资产所有者，并在2011年9月1日正式接管该项目。国家基建通过其子公司快捷通軌道将是新捷运线路的运营商，与现有的吉隆坡快捷通铁路网络进行整合。
2012年5月，捷运公司授予了总值32.2亿令吉的四项招标合同，用于第一阶段的加影捷运线工程。在2012年底，该公司宣布第一条捷运线路的项目不会超过230亿令吉，并表示该线路计划于2017年7月完工。
2014年12月，在对加影捷运线的简报会上，捷运公司首席执行官透露了第二条捷运线路的更多细节。预计2015年初经过批准和公开展示后，施工将于2015年11月开始。 2015年2月，捷运公司为第二条捷运线路准备招标文件。经过多次延迟和车站的重新规划，第二条捷运线路，即布城捷运线的建设于2016年9月开始，第一阶段的运营于2022年7月启用。
2016年12月16日，加影捷运线第一阶段，全长23公里，从双溪毛糯到士曼丹的建设完成，并向公众开放。线路的第二阶段，从士曼丹到加影的其余部分于2017年7月17日完成并投入使用，使整个线路进入全面运营阶段。

## 原因
捷运项目代表着大吉隆坡/巴生谷国家重点经济领域下的经济切入点项目之一，属于经济转型计划的范畴之一。新的捷运系统预计将彻底改善和转变吉隆坡现有贫乏且极度不足的公共交通覆盖，推动巴生谷都市区迈向发达城市的水平。新线路将使巴生谷的捷运网络从2010年的每百万人15公里增至完工后的每百万人40公里。该提案还预计铁路乘客量将增加五倍，符合政府在巴生谷的公共交通使用目标，即到2020年将乘坐公共交通的比例从2009年的18%提高至40%。
该项目的三条线路，包括绕行吉隆坡的环状捷运线以及从市中心向东南西北方向延伸的加影捷运线和布城捷运线，将整合吉隆坡现有的捷运系统，并服务于目前尚未有任何捷运系统覆盖的高密度区域。按照"轮辐和辐条"的概念，计划在此"轮辐"中设置约90个新车站，其中市中心的26个车站将位于地下。预计客运能力将达到每天200万乘客。
初步的项目成本将由政府资助，由马矿业—金务大估计为360亿马币，代表了马来西亚有史以来规模最大的基础设施项目。分析人士估计，由于需要进行大量隧道工程，成本可能会显著增加。尽管该项目受到大多数人的欢迎，但一些分析师和评论家对项目的商业可行性表示担忧，因考虑到马来西亚在其他铁路相关项目中过去的多次延迟，并质疑政府是否有能力完成这样规模的项目。然而，大多数人都认为该项目将在未来产生巨大的经济贡献和投资回报。

## 网络
马矿业—金务大最初提议设立两条捷运线路：其中红线从西北部的白沙罗延伸至东南部的沙登，绿线从东北部的甲洞延伸至西南部的蕉赖。这两条线路都会经过吉隆坡市中心，并在敦拉萨路附近的柏兰岭广场（Dataran Perdana，今敦拉萨国际贸易中心）汇合。然而，这些线路在经历了多次调整后，其中加影线最终的线路被认为替代了原本由国家基建在2006年提出的哥打白沙罗-蕉赖线。2010年12月，马来西亚政府批准了捷运项目的实施，并宣布了首条线路的初步计划，即长约51公里、从双溪毛糯延伸至加影，共设31个车站的9 加影捷运线。该线路将穿过市中心，并服务包括哥打白沙罗、珍珠白沙罗、万达镇、敦依斯迈花园、白沙罗高原、蕉赖和无拉港在内的人口密集的郊区，总共服务120万居民。该线路于2011年7月动工，2017年竣工。12 布城捷运线于2023年全面投入运作，并包括35个车站，全长52.2公里，从双溪毛糯延伸至布城，同样经过市中心，并服务于甲洞、斯里白沙罗、冼都、蒂蒂旺沙、旧古仔、新街场、沙登和赛城等郊区。2023年，马来西亚政府计划建设第三条捷运线路，即长约50公里、共设31个车站（其中包括2个规划车站）的13 环状捷运线。该线路将从武吉加拉延伸至马来亚大学，并服务于金地花园、蒂蒂旺沙、滿家樂、泗岩沫、吉隆坡大都会、蒂蒂旺沙、文良港、斯迪亚旺沙、蕉赖、沙叻秀、班登英达、蕉赖、班底达南和甘榜格灵芝等人口密集地区。环状线的建设将构建整个捷运项目中的"轮辐和辐条"模型，而环状线则充当了"轮辐"的角色。预计该线路第一阶段将于2028年12月开始运营。